# 比尤納維斯塔 (伊利諾伊州)
比尤納維斯塔（英語：Buena Vista）是位於美國伊利諾伊州斯蒂芬森縣的一個非建制地區。該地的面積和人口皆未知。

## 地理
比尤納維斯塔的座標為42°25′32″N 89°40′40″W / 42.42556°N 89.67778°W，而該地的平均海拔高度為243米（即797英尺）。